# سوسمار کنوچکه
سوسمار کنوچکه (نام علمی: Knoetschkesuchus) نام یک سرده از تیره نابجاخزندگان است.